# كلية تشارلستون
كلية تشارلستون المعروفة أيضًا باسم تشارلستون (بالإنجليزية: College of Charleston)‏ هي كلية عامة للفنون الحرة في تشارلستون، ساوث كارولينا. تأسست عام 1770 واستأجرت عام 1785، وهي أقدم كلية في ساوث كارولينا، وأقدم 13 مؤسسة للتعليم العالي في الولايات المتحدة، وأقدم كلية بلدية في البلاد. يشمل مؤسسو الكلية ثلاثة موقعين مستقبليين على إعلان الاستقلال (توماس هيوارد جونيور، وآرثر ميدلتون، وإدوارد روتليدج)، وثلاثة موقعين مستقبليين على دستور الولايات المتحدة (تشارلز بينكني، وتشارلز كوتسوورث بينكني، وجون روتليدج).

## تاريخ الجامعة
تأسست كلية تشارلستون في عام 1770 مما يجعلها ثالث أقدم مؤسسة للتعليم العالي وأقدم كلية بلدية في الولايات المتحدة.

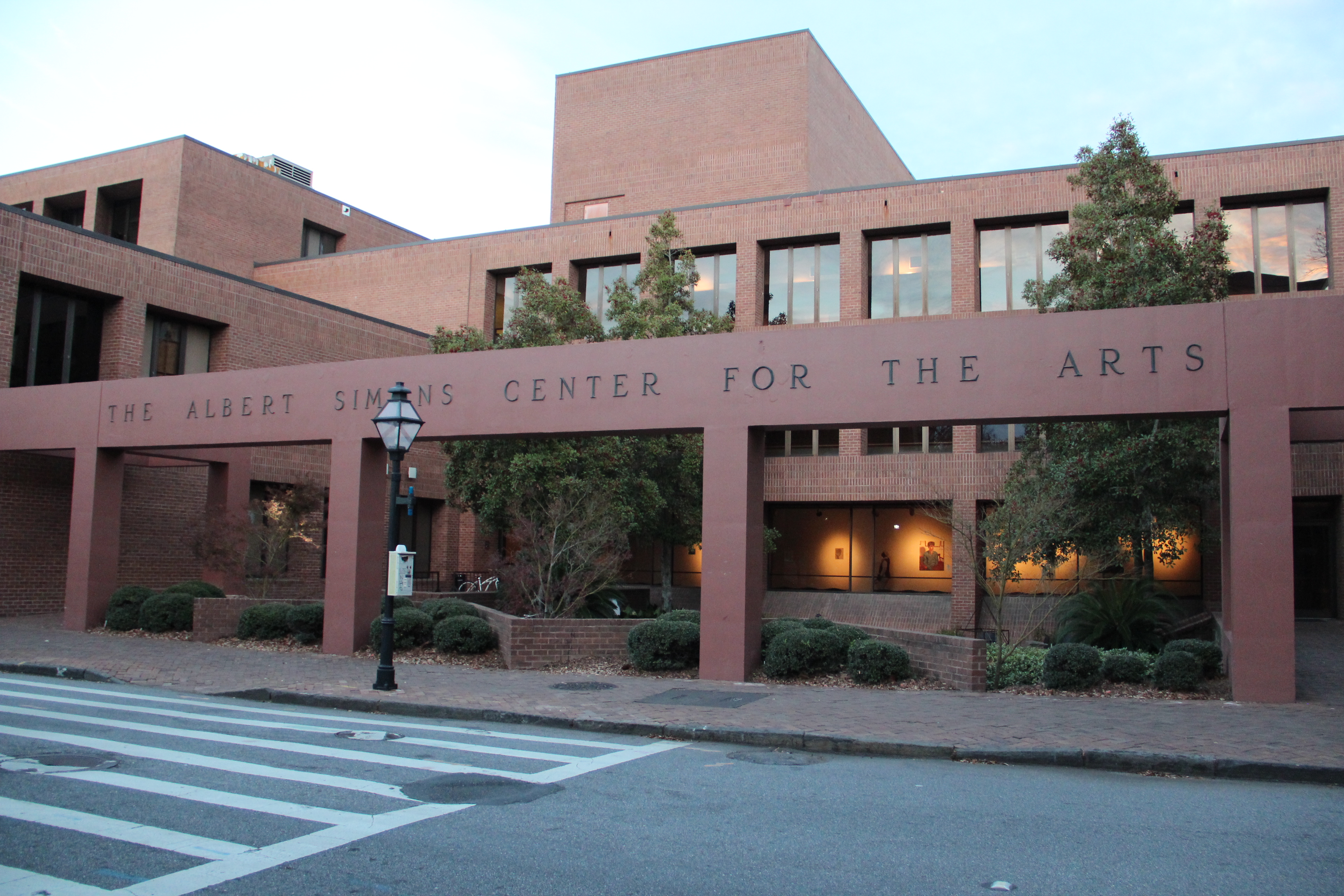
مركز ألبرت سيمونز للفنون

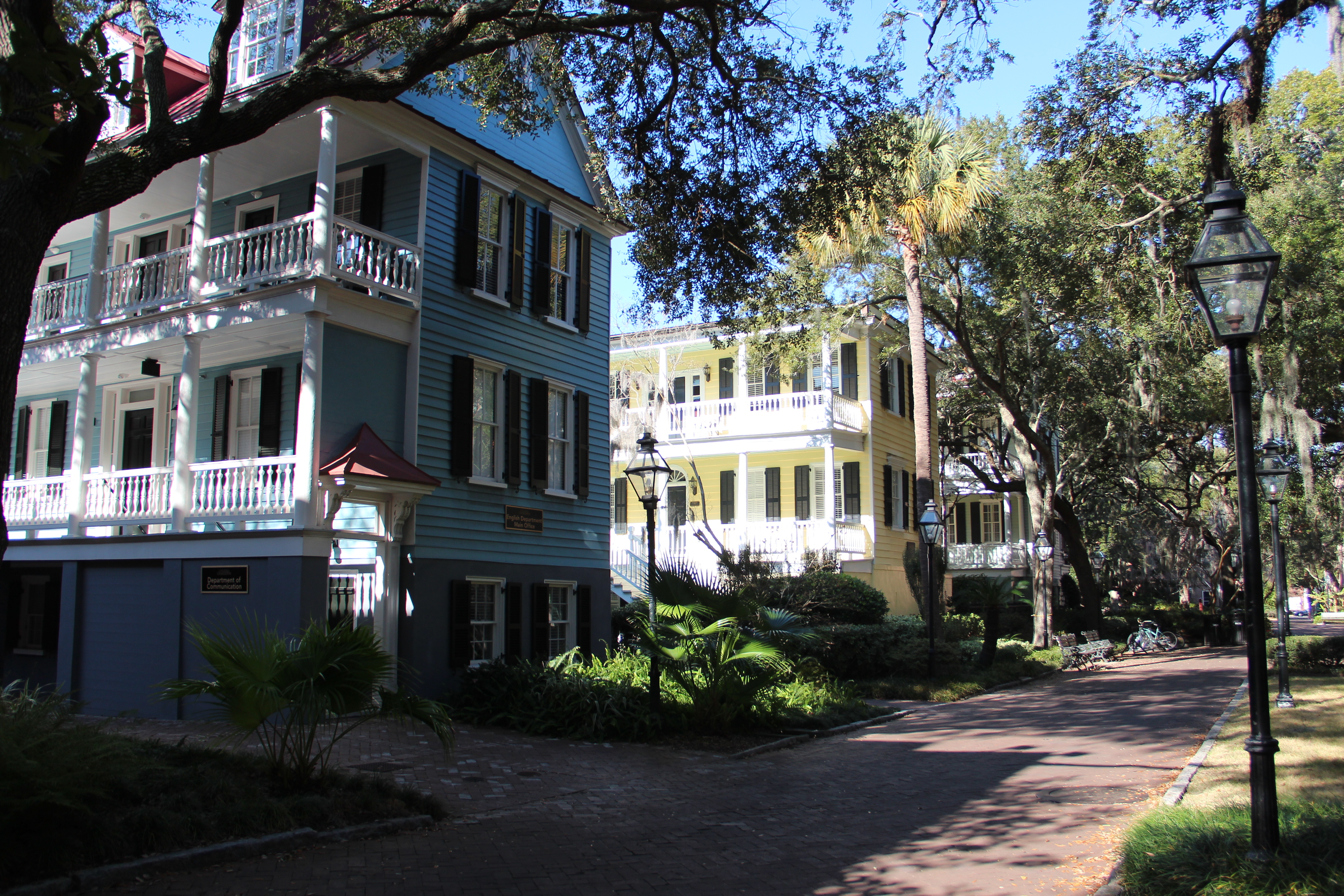
مباني الاتصالات

## تنظيم الجامعة
تتكون كلية تشارلستون من ست مدارس أكاديمية، بالإضافة إلى كلية الشرف وكلية الدراسات العليا بجامعة تشارلستون، كارولينا الجنوبية.

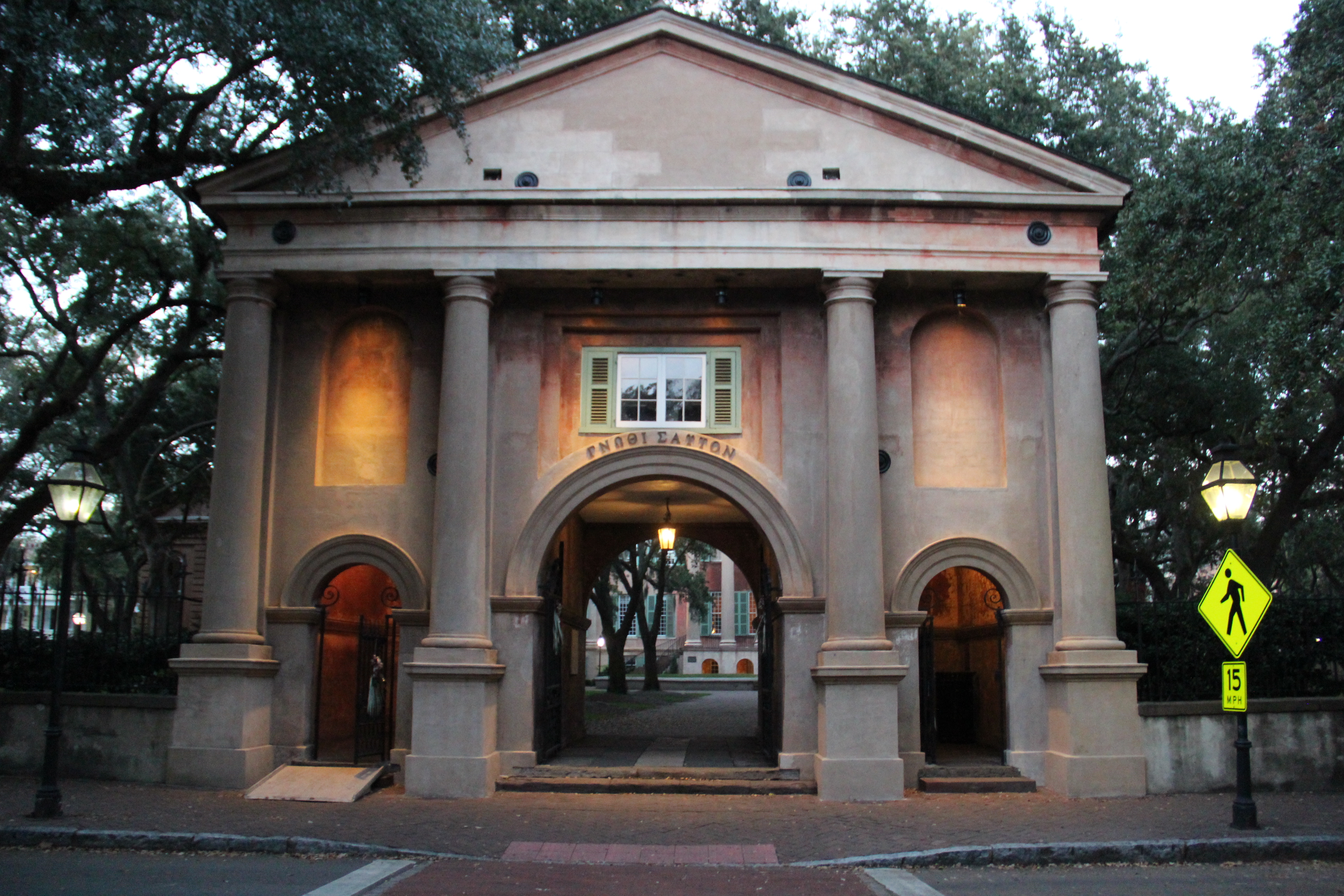
مأوى بورتر

- مدرسة الفنون
- كلية إدارة الأعمال
- كلية التربية والصحة والأداء البشري
- كلية العلوم الإنسانية والاجتماعية
- مدرسة اللغات والثقافات والشؤون العالمية
- كلية العلوم والرياضيات
- كلية الشرف
- كلية الدراسات العليا بجامعة تشارلستون، كارولينا الجنوبية

## حرم الجامعة

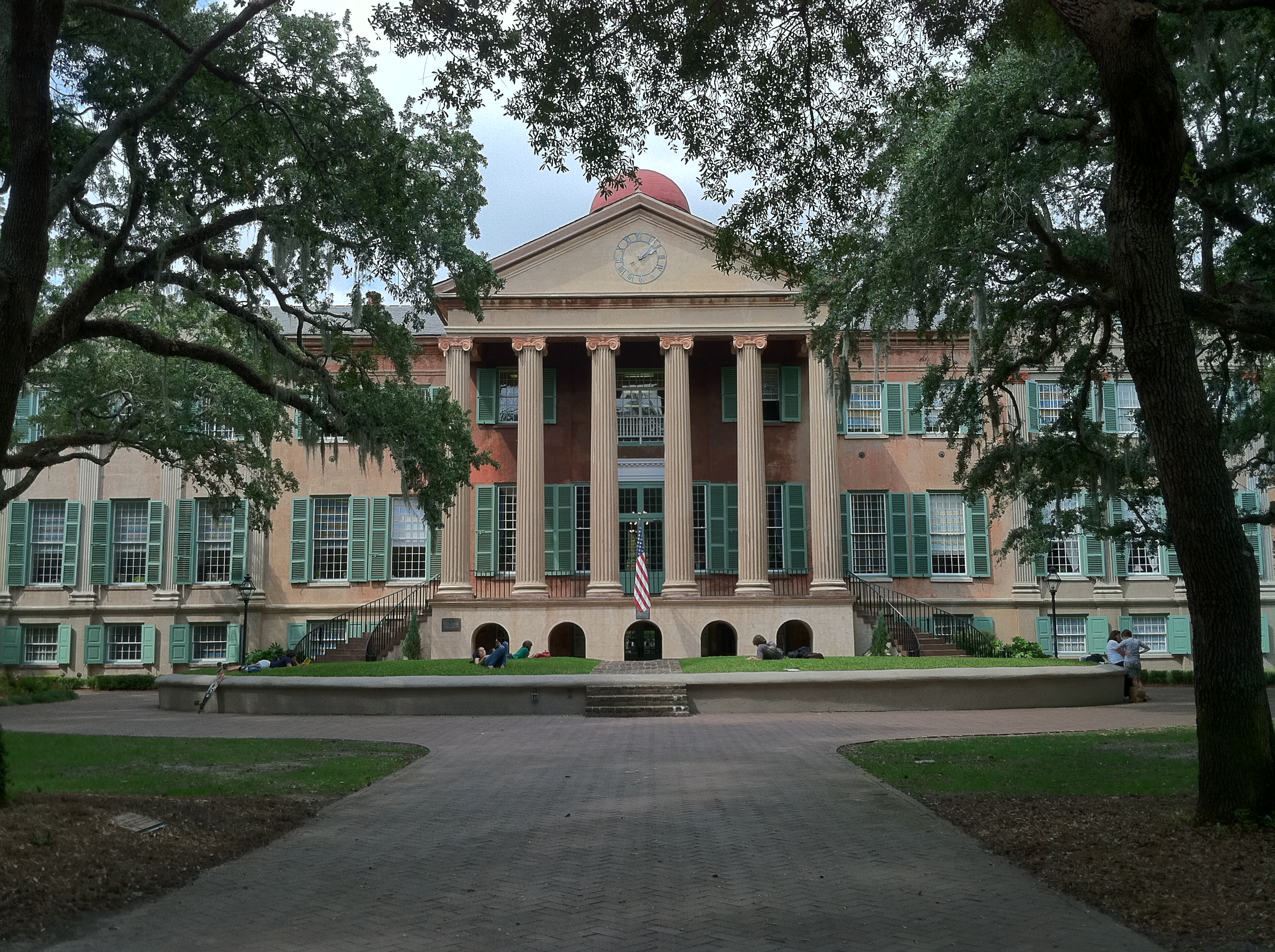
قاعة راندولف هي المبنى الأكاديمي الرئيسي للكلية وهي مدرجة في السجل الوطني للأماكن التاريخية.

يضم الحرم الجامعي الرئيسي لكلية تشارلستون في وسط مدينة تشارلستون 11 قاعة سكنية و 19 منزلًا تاريخيًا وخمسة منازل للأخوة وتسعة دور للطالبات. يحتوي على مزيج من المباني الحديثة والتاريخية. تم إدراج حرم كلية تشارلستون في وسط المدينة في السجل الوطني للأماكن التاريخية. بالإضافة إلى ذلك، فإن معهد آفري، الذي يعد الآن موطنًا لمركز أبحاث آفري للتاريخ والثقافة الأمريكية الأفريقية، ومنزل ويليام بلاكلوك (William Blacklock House) مدرجان أيضًا بشكل فردي في السجل.
خارج وسط مدينة تشارلستون، يشتمل الحرم الجامعي على مختبر غريس البحري (Grice Marine Lab) في جزيرة جيمس، ومركز ستيوارت والكر للإبحار (J. Stewart Walker Sailing Center)، ومجمع باتريوتس بوينت الرياضي (Patriots Point Athletic Complex) في ماونت بليزانت، والحرم الجامعي الشمالي في نورث تشارلستون ومحمية ستونو مساحتها 881 آكر.
في عام 2014، تم تصنيف الكلية كواحدة من أفضل 10 كليات ذات مناظر طبيعية على الساحل الشرقي. في عام 2017، أطلقت مجلة 'سفر + متعة' (Travel + Leisure) على الكلية لقب «أجمل حرم جامعي في أمريكا».
متحف مايسي براون للتاريخ الطبيعي (Mace Brown Museum of Natural History) هو متحف عام للتاريخ الطبيعي يقع في الحرم الجامعي. يحتوي المتحف على أكثر من 30000 من أحافير الفقاريات واللافقاريات. ينصب تركيز المجموعة على علم الحفريات لثدييات أمريكا الشمالية، وتحديداً ولاية كارولينا الجنوبية السفلى.

## كلية تشارلستون ووسائل الإعلام
تم تصوير العديد من الأفلام والبرامج التلفزيونية في كلية تشارلستون، بما في ذلك مسلسل المستشفى العام (General Hospital)، ومسلسل الشمال والجنوب (North and South)، وسلسلة وجهة النظر (The View)، وفيلم الجبل البارد (Cold Mountain)، وفيلم أوه (O)، وفيلم ذا باتريوت، وفيلم 'وايت سكوال' (White Squall)، ومسلسل تبادل الزوجات (Wife Swap)، وفيلم دفتر الملاحظات (The Notebook)، وفيلم عزيزي جون (Dear John)، وماندي (Mandie).
كما أقام كل من سلسلة وجهة النظر (The View) وبرنامج كروسفاير على قناة سي إن إن في ساحة سيسترن بكلية تشارلستون قبل الانتخابات التمهيدية الرئاسية في ساوث كارولينا عام 2000.
في عام 2004، تم تصوير أول مناظرة تلفزيونية بين مرشحي مجلس الشيوخ الأمريكي جيم ديمينت وإنيز تينينباوم في قاعة الخريجين.
أيد جون كيري رسميًا المرشح الرئاسي باراك أوباما في ساحة سيسترن في عام 2008.
في عام 2008، تم تصوير البرنامج التلفزيوني «زوجات الجيش» والفيلم الطويل «الابنة الجديدة».
في عام 2013، قدم برنامج اليوم مع كاثي لي جيفورد وهدى قطب عرضًا حيًا من ساحة سيسترن.

### سلسلة 'منبر المترشحين'
يتم استضافة سلسلة منبر المترشحين (Bully Pulpit) بشكل مشترك من قبل أقسام العلوم السياسية والاتصالات في كلية تشارلستون. المسلسل يرحب بمرشحي الرئاسة من الحزبين السياسيين الرئيسيين في الحرم الجامعي. يتحدث المرشحون مع الطلاب وأعضاء مجتمع تشارلستون حول موضوعات مثل تكرار المؤتمرات الصحفية وعلاقة المرشح بالصحفيين وسلطة الرئيس في الإقناع.  المرشحين الرئيسيين الذين ظهروا خلال الانتخابات التمهيدية الرئاسية لعام 2008 السناتور جون ماكين وعضو الكونجرس رون بول والرئيس باراك أوباما والسناتور جون إدواردز. خلال ذلك الموسم، تمت رعاية المسلسل من قبل شركة Allstate Insurance Company وجذب الحضور في أحداث سلسلة منبر المترشحين أكثر من 6000 شخص. خلال الانتخابات التمهيدية الرئاسية لعام 2016، كان من بين المرشحين الرئيسيين الذين شاركوا في السلسلة السناتور ليندسي جراهام وحاكم ماريلاند السابق مارتن أومالي.  استضافت السلسلة عددًا كبيرًا من المرشحين خلال الانتخابات التمهيدية الرئاسية للحزب الديمقراطي لعام 2020. المرشحون الذين حضروا هم: العمدة بيت بوتيجيج، النائب بيتو أورورك، السكرتير جوليان كاسترو، السناتور إيمي كلوبوشار، السناتور بيرني ساندرز، نائب الرئيس السابق والمرشح النهائي جو بايدن، والممثل تولسي غابارد.

## الرياضة في الجامعة
تشارك الفرق الرياضية البالغ عددها 19 في الكلية في اتحاد كولونيال الرياضي (Colonial Athletic Association) التابع للرابطة الوطنية لرياضة الجامعات - القسم الأول، المعروف باسم الجغاور (Cougars). يتنافس الجغاور في مجموعة متنوعة من مرافق ألعاب القوى في منطقة تشارلستون، بما في ذلك ملعب تي دي (TD Arena) (سابقًا ملعب كارولينا فيرست أرينا (Carolina First Arena))، ومجمع ستونو فيري. يتم دعم كلية تشارلستون لألعاب القوى من قبل نادي كوغار، الذي تم تأسيسه في عام 1974. خلال العام الدراسي 1970–1971، صوّت طلاب كلية تشارلستون لتغيير اسم المدرسة المستعار من المارون إلى الكوجر، تكريماً لكوغار وصل مؤخرًا إلى حديقة حيوان تشارلز تاون لاندينغ. كلايد ذا كوغار هو التميمة الحالية للكلية. أوليفر مارمول، المدير الجديد لفريق سانت لويس كاردينالز، كان لاعب بيسبول سابقًا في كلية تشارلستون.

### جمعيات الحروف الإغريقية في الجامعة
لطالما كانت جمعيات الحروف الإغريقية نشطة في الحرم الجامعي لمدة 120 عامًا. في عام 2017، أغلقت الكلية أربع أخويات بسبب الكحول والمخدرات والاعتداء الجنسي.